# Beso a beso
Beso a beso es el disco n°62 del cantante de cuarteto cordobés La Mona Jiménez, publicado en octubre del año 1998. El álbum fue producido por su entonces pareja Juana Delseri. Pertenece a la discográfica Warner Music. La canción «Beso a beso» es la más destacada entre todas del disco.
Este disco cuenta como invitados en voz a dos de sus hijos del cantante, Lorena y Carlos «Carli» Jiménez. En la portada aparece una foto del cantante con sus hijos Carli, Lorena y Natalia.

## Lista de canciones
| N.º | Título                                       | Escritor(es)                                       | Duración |  |
| 1.  | «Beso a beso»                                | Carlos Jiménez · Jorge Villarreal · Luis Tapia     | 5:03     |  |
| 2.  | «Juan de la ciudad»                          | Carlos Jiménez · Jorge Villarreal · Luis Tapia     | 4:22     |  |
| 3.  | «Que no se acabe el amor»                    | Carlos Jiménez · Juana Delseri · Negro Abraham     | 3:49     |  |
| 4.  | «Goma de mascar»                             | Carlos Jiménez · Luis Tapia · Don Filinto**        | 2:47     |  |
| 5.  | «Por qué tanta polémica» (con Carli Jiménez) | Carlos Jiménez · Coquito Ramaló · Ricardo Verón    | 4:18     |  |
| 6.  | «Por qué te fuiste»                          | Carlos Jiménez · Negro Abraham · Ricardo Verón     | 3:59     |  |
| 7.  | «Maldita botella negra»                      | Carlos Jiménez · Jorge Villarreal · Tino Quinteros | 3:06     |  |
| 8.  | «Mis horas más felices»                      | Carlos Jiménez · Jorge Villarreal · Luis Tapia     | 3:35     |  |
| 9.  | «Punto final»                                | Carlos Jiménez · Jorge Villarreal · Luis Tapia     | 4:44     |  |
| 10. | «El buen pastor»                             | Carlos Jiménez · Luis Tapia · Víctor González      | 3:47     |  |
| 11. | «La mujer de él»                             | Carlos Jiménez · Jorge Villarreal · Luis Tapia     | 3:58     |  |
| 12. | «El pueblo te ama Che Guevara»               | Carlos Jiménez · Luis Tapia · Rafael Juncos        | 3:29     |  |
| 13. | «Señor mayor»                                | Carlos Jiménez · José Concha · Marcos Bainotti     | 3:45     |  |
| 14. | «Mi querida ma!»                             | Carlos Jiménez · Jorge Villarreal · Luis Tapia     | 4:05     |  |
| 15. | «Sin fronteras» (con Marcos Bainotti)        | Carlos Jiménez · Marcos Bainotti · Omar Rivarola   | 3:28     |  |
| 16. | «El desamorao» (con Hugo Dante Merlo)        | Carlos Jiménez · Hugo Dante Merlo · Luis Tapia     | 3:05     |  |
| 17. | «Provócame» (con Landy Vargas)               | Carlos Jiménez · Juan Carlos Olmos · Negro Abraham | 3:35     |  |
| 18. | «Vas a volver» (con Lorena Jiménez)          | Lorena Jiménez · Jorge Villarreal · Luis Tapia     | 4:16     |  |
| 19. | «El cordobazo»                               | Carlos Jiménez · Jorge Villarreal · Luis Tapia     | 4:22     |  |

(**) Música solamente.

## Músicos
- Carlos Jiménez — voz principal.
- Luis Tapia — piano, programación de sintetizadores y coros.
- Ricardo Verón — bajo y coros.
- José Concha — Acordeón.
- Omar Rivarola — Timbaletas, panderetas y coros.
- Negro Abraham[3] — Tambora, güira y coros.
- Bam Bam Miranda — Tumbadoras y bongo.
- Marcos Bainotti — Güiro y coros.
- Hugo Dante Merlo — Güiro y coros.
- Claudio «Landy» Vargas — Coros.

Invitados
- Lorena Jiménez — voz y composición en «Vas a volver».
- Carli Jiménez — voz en «Por qué tanta polémica».
- Jorge Villarreal — guitarra en «Por qué tanta polémica», y charango en «El pueblo te ama Che Guevara».

## Información técnica
- Ingenieros de grabación: Ariel Oliva y Raúl Sassone.
- Mezcla: Fredy Zabaley y Sergio Oliva.
- Idea de tapa: Natalia Jiménez.
- Producido por: Juana Delseri.
- Arte y diseño: Training Productora.

## Premios
Este disco ha recibido un premio de disco de platino, y fue elegido como ganador en los Premios Carlos Gardel como mejor artista de baile popular.

### Premios Carlos Gardel
| Año  | Categoría                        | Resultado | Ref.  |
| ---- | -------------------------------- | --------- | ----- |
| 1999 | Mejor artista popular/bailantero | Ganador   | [ 5 ] |